# Mespilia globulus
Mespilia globulus is een zee-egel uit de familie Temnopleuridae.
De wetenschappelijke naam van de soort werd in 1758 gepubliceerd door Carl Linnaeus, als  Echinus globulus, in de tiende editie van Systema naturae.